# Pinedes de Castellnou
Pinedes de Castellnou es una localidad española del municipio de Castellnou de Bages, perteneciente a la provincia de Barcelona, en la comunidad autónoma de Cataluña.

## Demografía
En 2023, la entidad singular de población de Pinedes de Castellnou tenía empadronados 357 habitantes, todos ellos en el núcleo de población de ese nombre.